# Punaise à pattes rousses
Pentatoma rufipes
Espèce
La punaise à pattes rousses (Pentatoma rufipes), aussi appelée punaise des bois, est une espèce d'insectes hétéroptères, une punaise de la famille des Pentatomidae. C'est la seule espèce du genre Pentatoma que l'on peut rencontrer en Europe, où elle est assez répandue.

## Description
La punaise à pattes rousses est assez grande, mesurant de 13 à 16 mm. Elle est brune, avec les pattes rousses. Son pronotum aux deux pointes saillantes recouvre en partie le scutellum triangulaire, qui se termine par une pointe jaune ou orange. Les larves sont jaunes et tachetées.

## Reproduction
La femelle pond ses œufs sous forme d'ooplaque en août. La punaise passe l'hiver au stade larvaire (L2) sous les écorces, notamment ceux de vieux vergers de pommiers

## Biologie
On la trouve de mai à octobre sur les feuillus et les buissons, dont elle suce la sève. Elle se nourrit également d'insectes.
L'espèce est un ravageur secondaire de la pomme et de la noisette,

## Taxinomie
Le taxon admet pour synonyme Tropicoris rufipes.